# Castell dels Tres Dragons

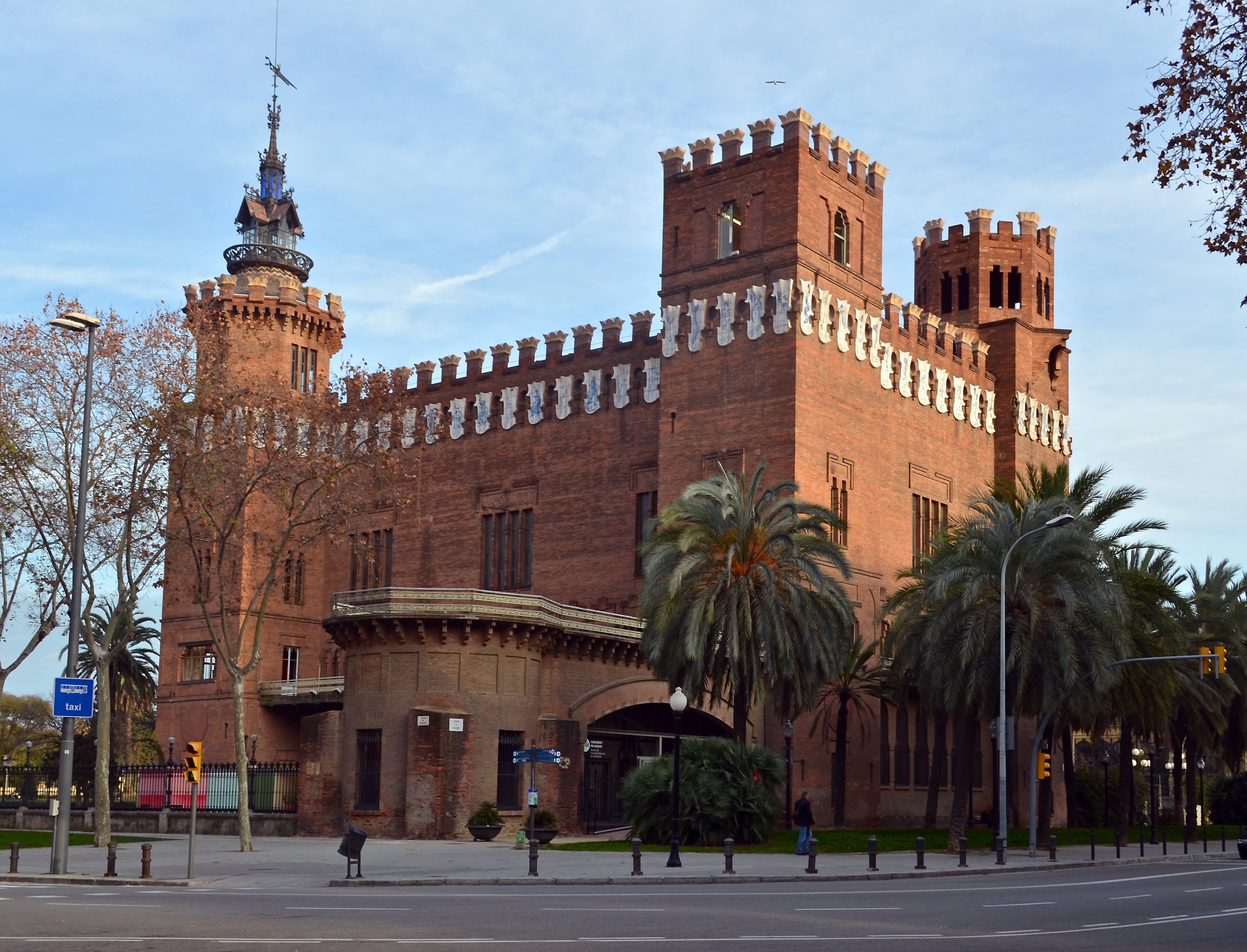
Castell dels Tres Dragons in Barcelona

Das Castell dels Tres Dragons (katalanisch für „Burg der drei Drachen“) ist ein Gebäude im Stil des Modernisme in Barcelona. Es wurde von dem katalanischen Architekten Lluís Domènech i Montaner für die Weltausstellung Exposició Universal de Barcelona von 1888 entworfen.

## Castell

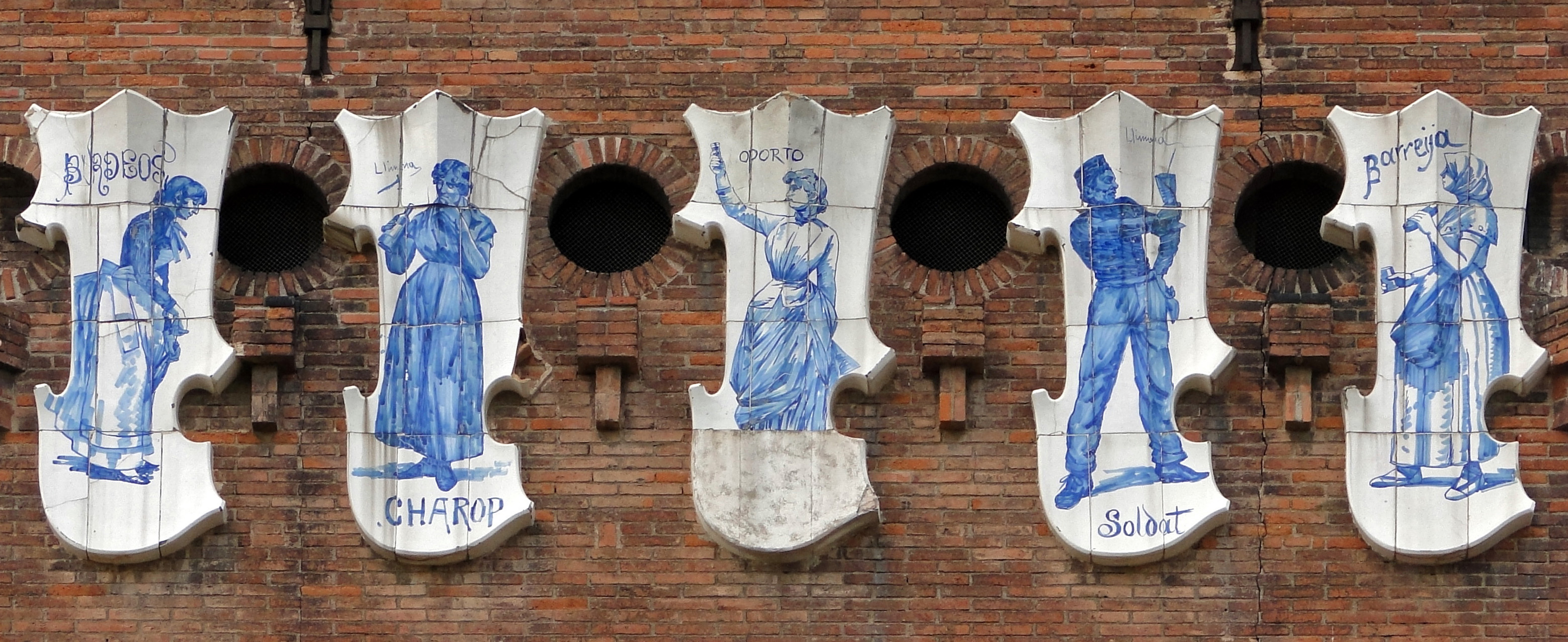
Bemalte Keramikplatten als umlaufende Verzierung

Das Castell dels Tres Dragons steht im Parc de la Ciutadella an der Westseite. Der Eingang befindet sich am Passeig de Picasso. Es handelt sich um eines der zahlreichen Bauwerke des Modernisme in Barcelona, der katalanischen Variante des Jugendstils. Der Architekt Lluís Domènech i Montaner gehört neben Antonio Gaudi zu den Hauptvertretern dieser Stilrichtung, seine Gebäude zählen teilweise zum UNESCO-Welterbe.
Das Castell wurde 1887 aus Backstein errichtet. Die optimale Nutzung der Ausdrucksmöglichkeiten neuer Baustoffe wie Ziegelstein, Eisen, Glas und Keramik sowie der neuen Bautechniken standen bei der Planung im Vordergrund. Dabei wurden verschiedene Baustile und Techniken kombiniert. Domènech hat mit diesem Eisenskelett- und Backsteinbau Berlages Amsterdamer Börse vorweggenommen.
An den Ecken stehen vier wuchtige Türme. Sie zitieren wie die Zinnen den maurischen Baustil und überragen diese. Zwei Türme weisen einen quadratischen und die beiden anderen einen achteckigen Grundriss auf.
Zur Verzierung der schlichten Mauerfassade wurden bemalte Keramiken eingesetzt. Der umlaufende Fries großer Keramikwappen stammt von Alexandre de Riquer und Joan Llimona. Die bunten Glasfenster schuf Antoni Rigalt i Blanch, sie wurden im spanischen Bürgerkrieg teilweise zerstört.
Der große Saal des Castell dels Tres Dragons steht in der Tradition der katalanischen Gotik. Die Wände sind glatt, es wurden Bögen, Pilaster und Kapitelle integriert. Die damals übliche Kassettendecke wurde durch sichtbare Hauptbalken und Eisenträger ersetzt.

## Nutzung

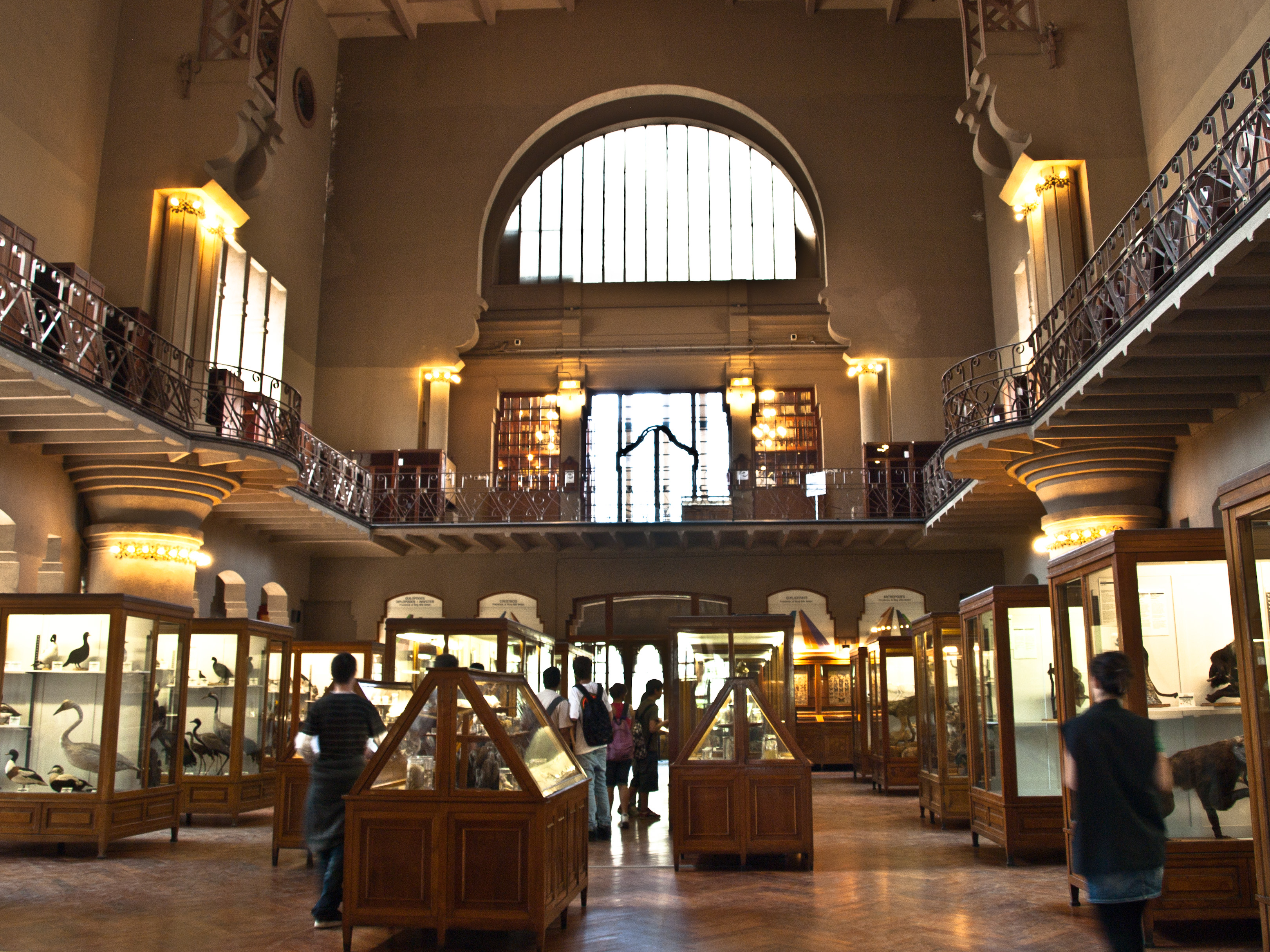
Innenansicht mit zoologischer Sammlung (2009)

Während der Weltausstellung 1888 diente das Castell dels Tres Dragons als Kaffeehaus und Restaurant. Nach dem Ende der Weltausstellung beherbergte es zunächst ein von Domènech gemeinsam mit Antoni Maria Gallissà geleitetes Atelier für angewandte Kunst, dann ein historisches Museum und eine Musikschule.
Ab 1920 war dort das Zoologische Museum von Barcelona untergebracht. Die Sammlung enthielt präparierte Säugetiere, Reptilien, Amphibien, Fische und Vögel, eine Insektensammlung sowie ein Wal- und ein Mammutskelett. Das Museu de Zoologia gehörte mit dem nahe gelegenen Geologischen Museum und dem Botanischen Garten auf dem Montjuïc zu dem Gesamtkomplex Museu de Ciències Naturals. Derzeit ist das Gebäude für die Öffentlichkeit geschlossen, es soll nach der Renovierung und Umgestaltung das Laboratori de Natura aufnehmen.